# Lahijan
Lāhījān (farsi لاهیجان) è il capoluogo dello shahrestān di Lahijan, circoscrizione centrale, nella provincia di Gilan, in Iran. Aveva, nel 2006, una popolazione di 71.871 abitanti. Si trova a ovest di Langrud. Ha vaste piantagioni di tè di rinomata qualità (il Lahijan Spring Tea è considerato il migliore del paese), di riso ed è un centro di produzione della seta.